# Songdalen

Vest-Agder megye elhelyezkedése Norvégiában.

Songdalen község elhelyezkedése Vest-Agder megyében.

Songdalen község címere.

Songdalen község Norvégia déli Sørlandet földrajzi régiójában, Vest-Agder megyében.
Közigazgatási központja Nodeland. 
A község területe 216 km², népessége 5728 (2008. január 1-jén).

## Külső hivatkozások
- Sondalen község honlapja (norvégül, angolul és németül)